# Сосновый переулок (Санкт-Петербург)
Сосно́вый переулок  переулок в Красносельском районе Санкт-Петербурга. Расположен в историческом районе Сергиево. Проходит от улицы Карла Маркса до Волыновской улицы.

## Происхождение названия
Сосновая улица и Сосновый переулок названы по местному признаку — характеру зелёных насаждений.

## Пересечения
- Улица Карла Маркса
- Сосновая улица
- Садовая улица
- Волхонский переулок
- Волыновская улица

## Транспорт
Движение общественного транспорта по переулку отсутствует.
- Метро:

- Ближайшая станция — «Проспект Ветеранов» — приблизительно в 9 км от переулка

- Автобусы:

- Остановка «Волхонское шоссе» на Волхонском шоссе — приблизительно в 500 м от переулка

- Железнодорожный транспорт:

- Станция «Сергиево» — приблизительно в 1,3 км от переулка по прямой